# SINET
SINET（Science Information NETwork、サイネット）とは、国立情報学研究所が提供・運用を行う学術情報ネットワークのこと。

## 概要
元々は、国立情報学研究所の前身である、学術情報センター (NACSIS) が運営するNACSISネットワークとして構築されており、学術情報の交換及び文献検索サービスなどを提供してきた。専用線サービスのため、インターネットとは違う形態で運用が行われていた。各学術研究機関では、専用のモデムを介して、各学術研究機関に所在する大型コンピュータへ接続する方式になっており、各大型計算機センターを利用する際の窓口としても運用が行われてきた。
大学間での情報検索ニーズが高まったことや加入大学・研究機関及び接続コンピュータ数が増えたことなどから、国立情報学研究所発足と同時に、NACSISネットワークを廃止して、現在のSINETに相当するネットワークに変更することになった。
現在は、インターネットプロトコルも完備しており、各学術機関のLANとLANを繋ぐネットワークとして運用が行われている。元々、インターネットシステムは、遠隔地間のLANとLANを接続するために考案されたものであり、本来の使用目的にあわせた運用が行われている。なお、これを個人用ワークステーションに拡げたのが、インターネットプロバイダーシステムである。
SINET内では、PAアドレスと歴史的PIアドレスにも対応している。また、IPv6にも対応している。
2022年4月に運用開始された現行の学術情報ネットワークは、SINET6と呼ばれている。

## ネットワーク

### アーキテクチャーおよびバックボーン
SINETでは、各拠点研究機関毎にハブルータを設置して、そこへ専用線接続やインターネット接続をすることによって行われる。各ハブルーター間は、上述したように100Mbpsの専用線で接続されており、この帯域を接続機関毎でタイムシェアリングを行う方法で用いる。
しかしながら、帯域接続能力に不足が生じつつあったため、2001年度より、更に高い帯域幅を持つSuperSINETを構築することになった。SuperSINETでは、基幹研究機関毎にハブルータを設置して、ハブルータ間での接続を10Gbpsとし、SINETハブとも相互接続を行った。
SuperSINETでの実験運用が終了したことなどから、2007年度よりSuperSINETを基盤インフラストラクチャーとする、SINET3になる。現在の能力は、各ハブルータ間での接続は10Gbps〜40Gbps、ハブルータへの接続は、1Gbps〜10Gbpsとなっている。
NAREGIプロジェクトでは、基盤インフラストラクチャーとして1Tbpsとし、100Gbpsでの接続も視野に入れて研究開発が進められており、2010年頃に実験運用が始まる予定。
後述のSINET6では、2022年より全国400Gbpsでのネットワークが運用されている。

### SINETへの接続形態
接続形態としては以下の形式がある。
- 各都道府県の指定データセンターに直接専用回線で接続する（ノード接続）
- 広域LAN接続サービス経由で接続する
  - NTTコミュニケーションズが提供する「Arcstar Universal One レイヤ2」サービスを利用し、東京地区または大阪地区のSINETと接続
- 各地にある地域学術研究ネットワーク経由で接続する
  - 北海道地区、東北地区、名古屋地区、北陸・山陰・京都・滋賀地区にある大学で利用可能。当該ネットワーク協議会への加入が義務となる
- 既存接続機関経由で接続する

SINET3までは接続ポイントが各都道府県になかったこともあり、以下の接続形態が存在していた。
- 主にNTTコミュニケーションズが提供するe-VLAN（広域LAN接続サービス）を使用して接続する
  - NTT東西が提供する地域IP網を介して接続する（普通のフレッツ系サービスと同一で、SINETがプロバイダになる形である）
  - 2014年(平成26年)3月31日まで接続可能。同年4月1日以降は、イーサ専用線や広域LAN (UNO)、フレッツ網＋VPNワイドなどに移行してもらう

## 歴史

### SINET1
- NACSISネットワークより引き継がれた、大型計算機センター同士の専用線接続と大型計算機センターへの専用モデム接続からなるネットワーク。インターネットプロトコルを用いていないため、大型計算機用の端末プロトコルであった、TTY接続方式およびUUCP方式によるネットワークシステム。
- AS番号 2907 ASN-SINET として運用された。

### SINET2
- 2002年1月に運用開始。一般にはスーパーSINETとして知られるネットワーク方式[2]。
- レイヤー2ルータを用いて、物理セグメントとしてTCP/IPプロトコル、自動MACアドレス管理などが出来るようになったネットワーク。インターネットにも接続されているため、各学術機関のWEBサーバなども置かれている。

### SINET3
- 2007年6月に運用開始。SuperSINETをバックボーンとして、最大40Gbps接続が可能になったシステム[3]。
- 研究機関等で、パスワードやアドレスを付与された研究者および学生はISDN、ADSL、PHS、携帯電話、無線LAN、光回線接続等のダイナミック接続にも対応してシステムへの接続が可能になっている。ユビキタスSINETと呼称している研究者もいる。
- Juniper T640を利用したMPLS網で構築される[4]。

### SINET4
- 2011年4月に正式運用開始。クラウド時代を迎え、学術系ネットワークインフラとしての側面を強化。バックボーンの強化やコアノードの整理、直接の接続形態として主要大学の情報処理センター等に設置されたノードへ接続する形態から、各地に設置される専用データセンターを介して接続する形に改められる（既存のノード校へ繋ぐ形態を採っていた各大学等はこれまでの接続形態を継続することも可能だが、新規申し込みは SINET4 移行と同時に終了した）などの変更が行われた。またノードが各都道府県1箇所（北海道・東京・福岡は2箇所）の整備がされていなかったことから、この対応も順次行われている。データセンターは基本的に都道府県庁所在地に設置されるが、2011年に整備された福島県のように都道府県庁所在地ではない郡山市に設置したケースもある。2011年7月からは加入機関へのSaaS提供が開始された。

### SINET5
- 2016年5月に正式運用開始。全国100Gbps（東京-大阪間は400Gbps）の高速ネットワークを実現し、高信頼性を確保する為に光ネットワーク層、MPLS-TPネットワーク層、IP/MPLSネットワーク層各階層ごとに冗長化構成、障害を回避し迂回する方式を導入している[5]。また、ヨーロッパとの直通回線、アジア線や米国西海岸との100Gbps接続などを実現している[6][7]。

### SINET6
- 2022年4月に正式運用開始[8]。全国400Gbps、5G通信ネットワーク対応。2022年3月で終了したSINET5からの切替えが行われた[9][10]。回線多重装置や対攻撃性能を高めるジュニパーネットワークスの技術が採用されている[11]。

### SINET 7
- 2027年からの導入が計画されている[12]。